# Саут-Грили (Вайоминг)
Саут-Грили (англ. South Greeley, Wyoming) — статистически обособленная местность, расположенная в округе Ларами (штат Вайоминг, США) с населением в 4201 человек по статистическим данным переписи 2000 года.

## География
По данным Бюро переписи населения США статистически обособленная местность Саут-Грили имеет общую площадь в 4,4 квадратных километров, водных ресурсов в черте населённого пункта не имеется.
Саут-Грили расположен на высоте 1843 метра над уровнем моря.

## Демография
По данным переписи населения 2000 года в Саут-Грили проживало 4201 человек, 1091 семья, насчитывалось 1553 домашних хозяйств и 1679 жилых домов. Средняя плотность населения составляла около 961 человек на один квадратный километр. Расовый состав Саут-Грили по данным переписи распределился следующим образом: 84,86 % белых, 2,31 % — чёрных или афроамериканцев, 1,50 % — коренных американцев, 0,33 % — азиатов, 3,81 % — представителей смешанных рас, 7,19 % — других народностей. Испаноговорящие составили 14,90 % от всех жителей статистически обособленной местности.
Из 1553 домашних хозяйств в 42,0 % — воспитывали детей в возрасте до 18 лет, 48,6 % представляли собой совместно проживающие супружеские пары, в 14,8 % семей женщины проживали без мужей, 29,7 % не имели семей. 22,5 % от общего числа семей на момент переписи жили самостоятельно, при этом 4,7 % составили одинокие пожилые люди в возрасте 65 лет и старше. Средний размер домашнего хозяйства составил 2,71 человек, а средний размер семьи — 3,15 человек.
Население статистически обособленной местности по возрастному диапазону по данным переписи 2000 года распределилось следующим образом: 32,1 % — жители младше 18 лет, 10,9 % — между 18 и 24 годами, 33,8 % — от 25 до 44 лет, 17,8 % — от 45 до 64 лет и 5,3 % — в возрасте 65 лет и старше. Средний возраст жителей составил 29 лет. На каждые 100 женщин в Саут-Грили приходилось 103,3 мужчин, при этом на каждые сто женщин 18 лет и старше приходилось 101,2 мужчин также старше 18 лет.
Средний доход на одно домашнее хозяйство в статистически обособленной местности составил 31 729 долларов США, а средний доход на одну семью — 34 015 долларов. При этом мужчины имели средний доход в 28 468 долларов США в год против 19 696 долларов среднегодового дохода у женщин. Доход на душу населения в статистически обособленной местности составил 13 925 долларов в год. 14,0 % от всего числа семей в округе и 16,6 % от всей численности населения находилось на момент переписи населения за чертой бедности, при этом 23,4 % из них были моложе 18 лет и 12,2 % — в возрасте 65 лет и старше.